# Quận của tỉnh Ain
4 quận của tỉnh Ain gồm:
1. Quận Belley, (quận lỵ: Belley) với 9 tổng và 107 xã. Dân số của quận này là 75.020 người năm 1990, 79.656 người năm 1999, tăng trưởng dân số là 6.18%.
2. Quận Bourg-en-Bresse, (tỉnh lỵ của tỉnh Ain: Bourg-en-Bresse) với 24 tổng và 219 xã. Dân số của quận này là 267.656 người năm 1990, 295.351 người năm 1999, tăng trưởng dân số là 10.35%.
3. Quận Gex, (quận lỵ: Gex) với 3 tổng và 29 xã. Dân số của quận này là 52.200 người năm 1990, 59.336 người năm 1999, tăng trưởng dân số là 13.67%.
4. Quận Nantua, (quận lỵ: Nantua) với 7 tổng và 64 xã. Dân số của quận này là 76.143 người năm 1990, 80.927 người năm 1999, tăng trưởng dân số là 6.28%.